# Taoudeni
Taoudénnit (ou Taoudénit) est une ville et une commune urbaine malienne, située dans le chef-lieu du cercle de Taoudénnit et de la région de Taoudénnit. au nord du Mali. Elle a prospéré par l'exploitation du sel gemme à partir du XVIe siècle, dans la « vallée des gazelles »[réf. nécessaire]. Taoudeni, qui est dans une zone pendant longtemps interdite, n'est pas une ville à proprement parler, et actuellement ne subsistent que les ruines de l'ancien bagne abandonné depuis 1988.

## Géographie

### Localisation
Elle est située à 750 km au nord de Tombouctou dans le désert malien du Tanezrouft, qui est la partie méridionale et une des plus arides du Sahara, dans la partie sud du désert algéro-malien du Tanezrouft, qui est la partie méridionale du Sahara. Du point de vue géologique, le bassin de Taoudeni constitue la masse centrale du craton d'Afrique de l'Ouest.

### Climat
La moitié méridionale du Tanezrouft, au cœur du Sahara et où se situe Taoudeni, est l'une des régions les plus chaudes de la planète. Taoudeni se trouve à des centaines de kilomètres du village le plus proche. Exposé à un ensoleillement complet tout au long de l'année, la ville est soumise à une version extrême du climat désertique (BWh suivant la classification de Köppen) : c'est un climat torride, et des plus arides. Les températures maximum mensuelles dépassent 40 °C d'avril à septembre, avec un pic de 48 °C en juillet, ce qui constitue un record pour cette altitude. Les hivers sont même chauds au regard du reste de la Terre : la moyenne des températures maximums approche de 27 °C pour le mois le plus frais. La température diurne moyenne est d'environ 29 °C. Les précipitations moyennes annuelles sont comprises entre 10 mm et 20 mm, l'essentiel des pluies survenant entre juillet et octobre. En moyenne, Taoudeni enregistre 3 700 heures de soleil annuellement, avec 84 % de plein soleil en période diurne.
| Mois                                | jan. | fév. | mars | avril | mai  | juin | jui. | août | sep. | oct. | nov. | déc. | année |
| ----------------------------------- | ---- | ---- | ---- | ----- | ---- | ---- | ---- | ---- | ---- | ---- | ---- | ---- | ----- |
| Température moyenne (°C)            | 17,6 | 21,1 | 24,7 | 28,1  | 32,3 | 35,5 | 36,9 | 35,8 | 34   | 29,9 | 23,9 | 18,4 | 28,2  |
| Précipitations (mm)                 | 0,5  | 0,1  | 0    | 0,2   | 0,2  | 0,4  | 3    | 8,5  | 5,4  | 1,6  | 0,5  | 0,4  | 20,8  |
| Nombre de jours avec précipitations | 0    | 0    | 0    | 0     | 0    | 0    | 0,9  | 1,8  | 0,6  | 0    | 0    | 0    | 3,3   |
| Humidité relative (%)               | 33,5 | 29,1 | 25,6 | 23,1  | 23,5 | 28,9 | 35,8 | 43   | 40,4 | 31,4 | 32,3 | 34,2 | 31,7  |

## Histoire

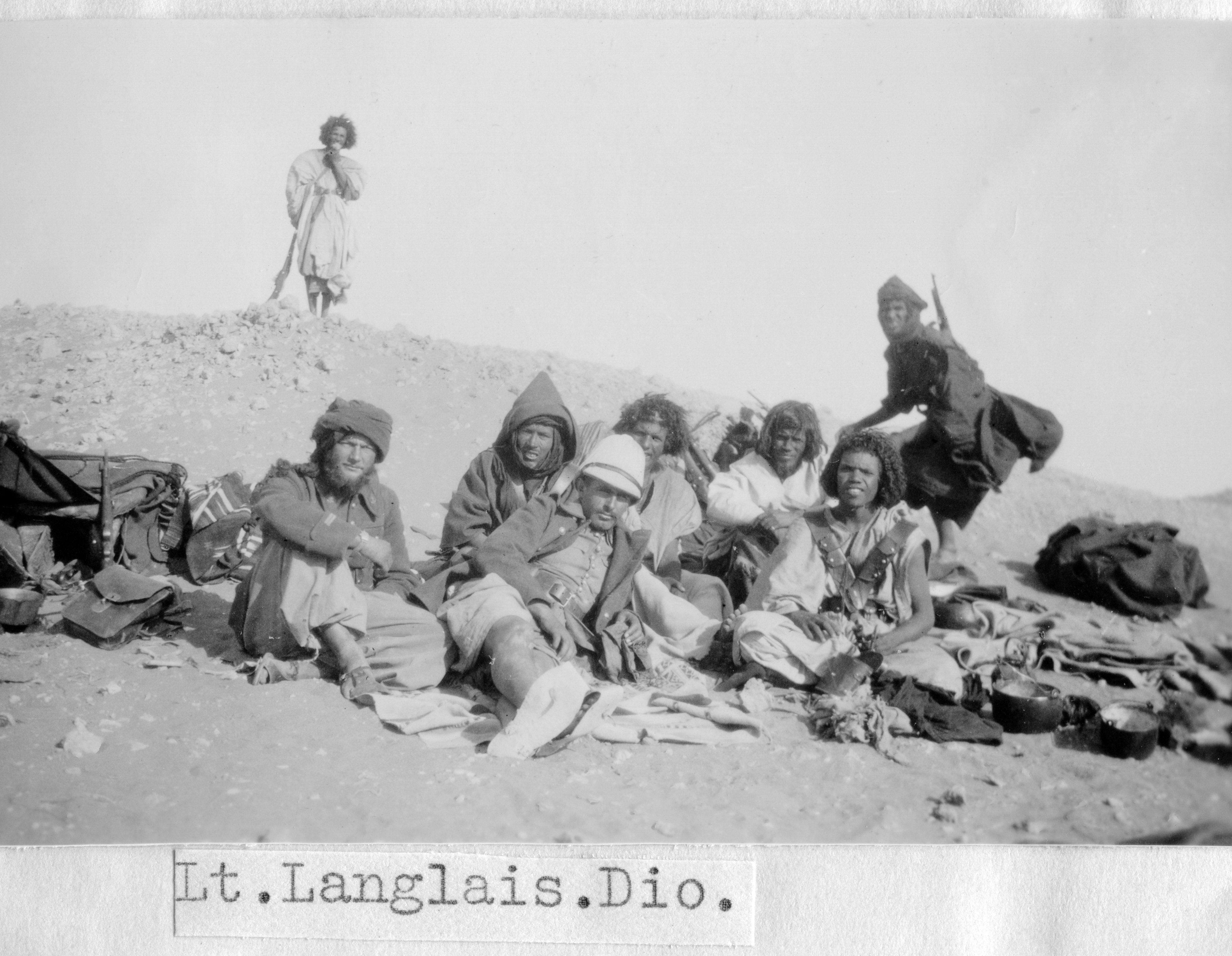
Goumiers vers Taoudéni (1932)

### Fondation
Taoudenni est mentionnée la première fois par Es Saâdi dans son Histoire du Soudan (vers 1650) : il rapporte que, lorsqu'en 1586, une armée chérifienne s'empara des mines de sel de Taghaza (à 150 km au nord-ouest de Taoudeni), et détruisit les installations comme punition pour non-assistance, certains des mineurs prirent la fuite vers Taoudani. Finalement, les salines de Taoudeni ont été mises en exploitation par les Songhaï pour remplacer celles de Teghazza.

### Période coloniale
Le 27 mai 1828, le voyageur René Caillié, lors de son retour de Tombouctou vers le Maroc, fait une halte au puits de Telig qu'il situe à une demi-journée de marche à l'est de Taoudeni. Il décrit dans son Voyage à Tombouctou les mines de sel de « Toudeyni » exploitées à trois ou quatre pieds de profondeur par des esclaves noirs surveillés par des Maures, qui en tirent des blocs ensuite expédiés à Tombouctou.
Bien plus tard, en 1906, un officier français, Édouard Cortier, parvint à rallier Taoudeni avec un escadron de méharistes : il publia la première description des mines. À l'époque, le seul édifice en pierre était le ksar de Smida, dont les remparts ne comportaient qu'une seule porte, sur le côté ouest. Les ruines du ksar se trouvent à 600 m au nord de la prison. Du 9 au 14 décembre 1937, Odette du Puigaudeau et Marion Sénones font halte à Taoudeni dans leur voyage de Tombouctou vers le Maroc. Dans le récit Le Sel du désert, Odette du Puigaudeau décrit longuement la caravane de l'azalaï venant de Tombouctou ainsi que le mode de vie des mineurs et les modalités d'exploitation du sel dans le premier tiers du XXe siècle.

### Bagne
Le bagne est créé sous la présidence de Moussa Traoré (1968-1991) – de nombreux opposants politiques y seront emprisonnés, certains y mourront comme l'ancien ministre de la défense malien Kissima Doukara (1934-1983) – et fonctionne jusqu'en novembre 1988, date de sa fermeture et de la libération de 240 prisonniers politiques.

### Guerre du Mali
Lors de la guerre du Mali, la ville de Taoudeni est prise par les forces du Mouvement arabe de l'Azawad (MAA) le 20 février 2014. Les 600 à 700 mineurs des mines de sel sont chassés des lieux par des hommes armés et s'enfuient vers Tombouctou,. Début 2015, Al-Qaïda au Maghreb islamique s'implante également à Taoudeni, où ses forces cohabitent avec le MAA,,.

## Économie

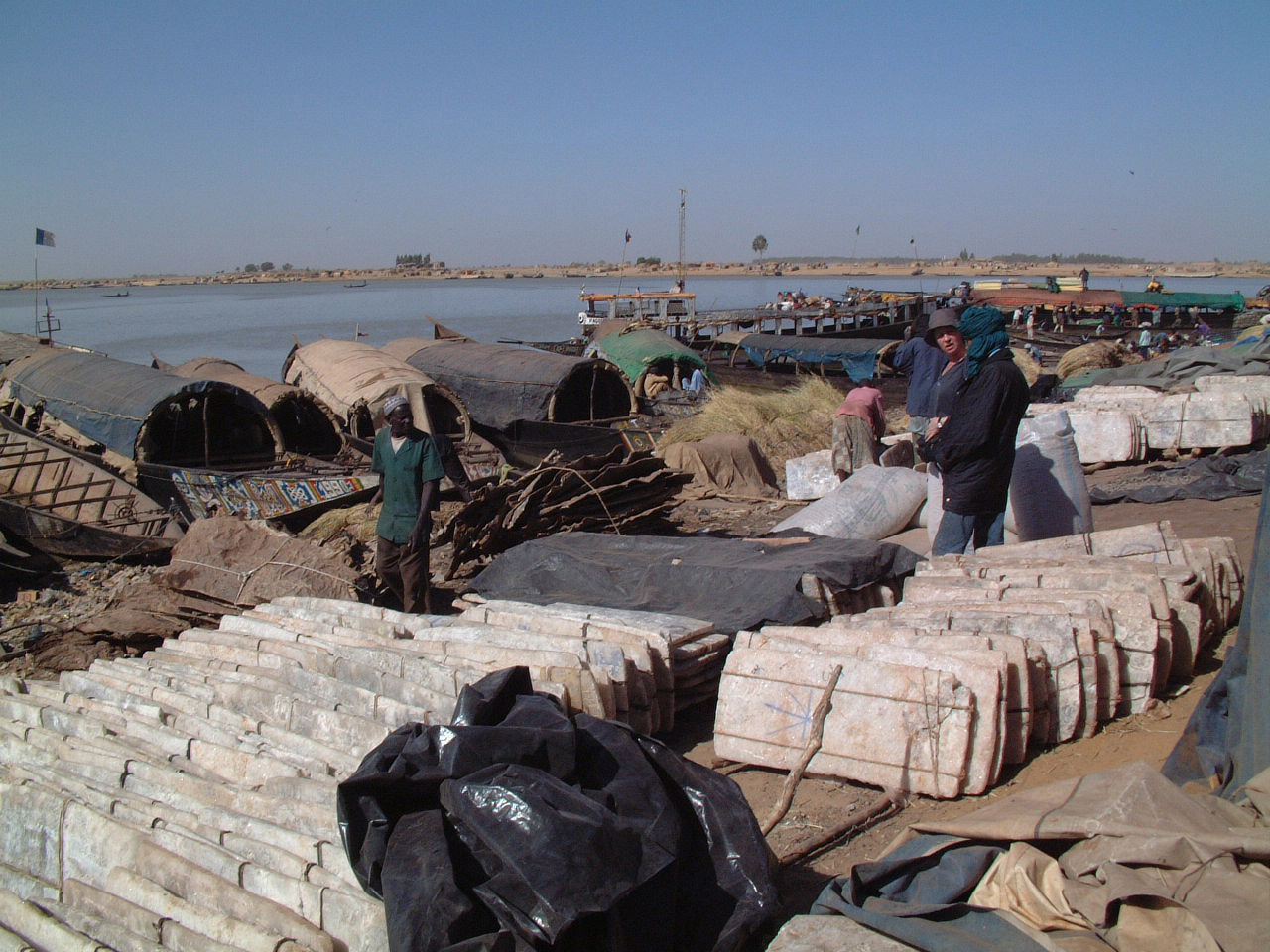
Les plaques de sel de Taoudeni, déchargées sur le port fluvial de Mopti (Mali)

La région de Taoudeni est, depuis des siècles –  dès 1586 et s'étendant sur cent cinquante kilomètres entre Agorgott et El Guettara[réf. nécessaire] –, le site d'une importante exploitation des mines de sel gemme. C'est à cet endroit que sont confectionnées les plaques de sel, qui font la réputation du site. C’est un des rares sels gemmes contenant de l’iode (3,5 mg/kg). Fruit de l’évaporation rapide des mers qui recouvraient cette zone à l’ère jurassique, il y a 250 millions d’années, il est composé, à 98,6% de chlorure de sodium. Mais il est aussi riche en calcium (0,38 g/100g), en magnésium (0,005 g/100 g), en cuivre (0,500 mg/kg), en fer (0,500 mg/kg), en nickel (0,500 mg/kg) et en chrome (1,2 mg/kg).[réf. nécessaire]

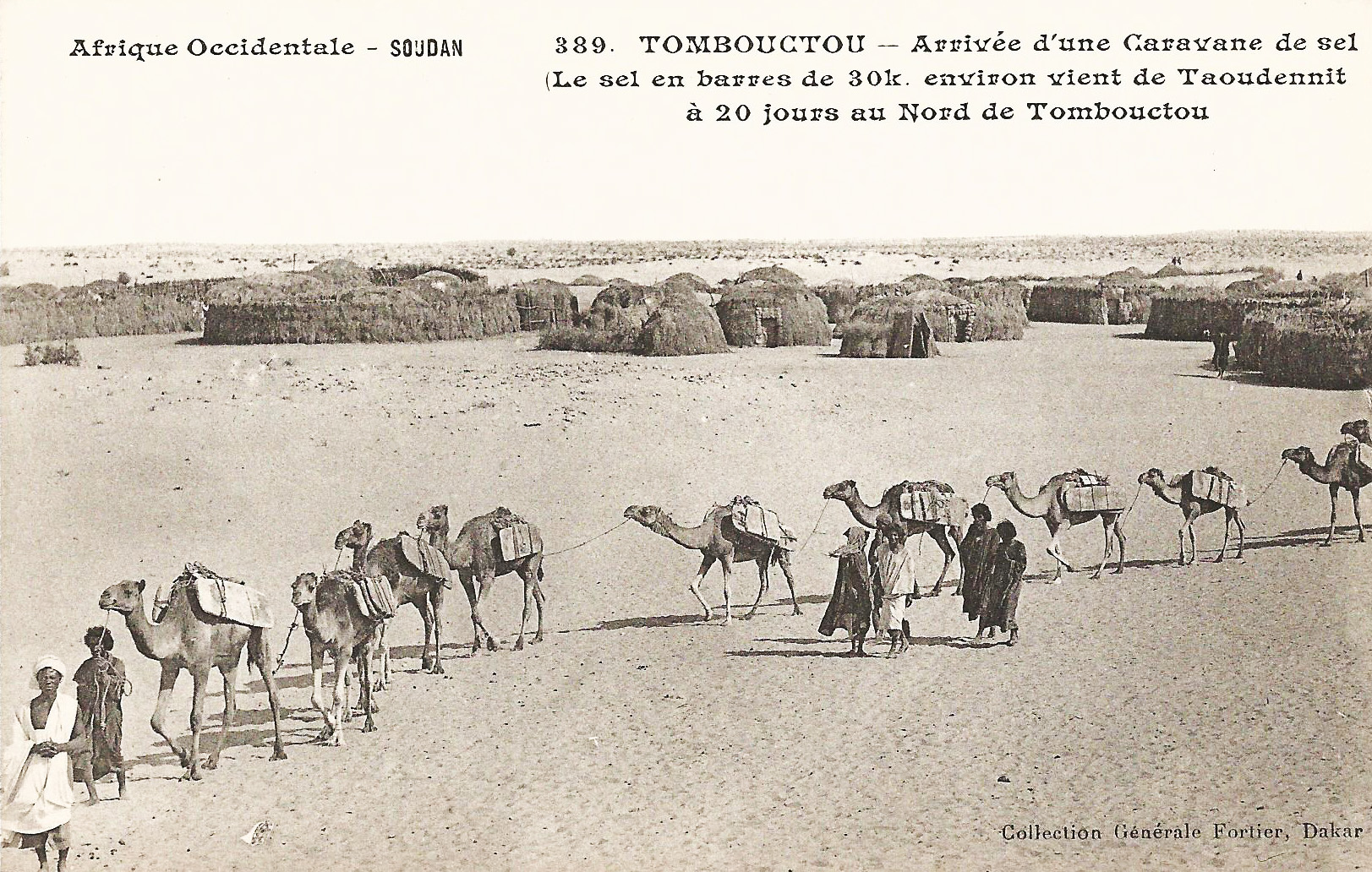
Arrivée à Tombouctou d'une caravane de sel en provenance de Taoudeni, à 20 jours de marche.

Ce sel était transporté dans une grande partie de l'Afrique de l'Ouest, par des caravanes de dromadaires, appelés improprement au Sahara chameaux. Ces caravanes ainsi que les expéditions qu'elles forment sont appelées azalaï en langue tamasheq. Les caravanes sont formées d'une centaine ou plus de dromadaires, menées par le chef de clan. Les mineurs peuvent voyager avec l'Azalaï à condition de se débrouiller seuls. Les caravaniers se repèrent uniquement grâce au vent, aux dunes et aux étoiles et parcourent environ 40 km par journée d'environ 10 h de marche. Le chargement et le déchargement des dromadaires prennent à chaque fois plusieurs heures. De plus en plus, ce transport se fait par camions 4x4.
Il est actuellement dénombré environ une centaine de travailleurs exploitant le sel affleurant dans cette zone composée d'anciens fonds marins. La plupart d'entre eux travaillent pour rembourser des dettes contractées auprès des caravanes. Les « peines » vont de quelques mois à plusieurs années et malgré des conditions de travail épouvantables certains mineurs restent sur place et exploitent la mine pour nourrir leur famille, tout en étant obligés de passer par les azalaï pour vendre le sel, azalaï qui n'hésitent pas à garder les profits engendrés par les fluctuations du cours du sel et à faire payer les voyages (environ trois plaques).
Les conditions de vie des mineurs sont particulièrement éprouvantes dans cet environnement hostile. Ils sont entièrement dépendants des caravanes auxquelles ils troquent nourriture, eau, combustible… contre du sel (un litre d'huile pour trois plaques de sel par exemple, alors qu'un mineur doit extraire au moins douze plaques par jour pour rembourser ses dettes). Les mineurs travaillent sans équipement de protection, souvent pieds nus, avec des outils rudimentaires identiques à ceux employés depuis des siècles. Ils creusent des galeries horizontales soutenues par des piliers porteurs et taillent dans le minerai en suivant les lignes des couches géologiques pour dégager les plaques de sel, puis les ramènent à la surface. Les logements sont construits à l'aide de briques de terre sur place par les mineurs.
De récentes prospections ont mis en évidence des gisements pétroliers. Il s'agit probablement des mêmes gisements que ceux découverts en Mauritanie, non loin de la zone de Taoudeni. Des permis de prospection et d'exploitation ont été récemment délivrés. Un réaménagement des pistes de ce qui reste de l'aéroport est à l'étude pour permettre le développement de cette activité.[réf. nécessaire]

### Filmographie
- Azalaï, la caravane de l'or blanc (1996), film de Joël Calmettes, témoigne de l'azalaï de Tombouctou à Taoudeni.